# 北澤寛治
北澤 寛治（きたざわ かんじ、1947年 - ）は、日本の外交官。外務省カリブ室長や、駐コンゴ民主共和国兼コンゴ共和国特命全権大使を務めた。北沢寛治とも。

## 経歴・人物
茨城県龍ケ崎市出身。1966年茨城県立竜ヶ崎第一高等学校卒業。1970年中央大学法学部卒業。1972年外交官試験合格。1973年外務省入省。2000年ハイチ臨時代理大使。外務省中南米局南米カリブ課地域調整官兼カリブ室長を経て、2008年から駐コンゴ民主共和国特命全権大使を務め、道路整備などの援助を進めた。2011年兼コンゴ共和国特命全権大使。2022年、瑞宝中綬章受章。